# A Muralha das Trevas
A Muralha das Trevas (The Wall of Darkness no original) é um conto de Arthur C. Clarke escrito em 1949. No Brasil, ele foi publicado na coletânea O Outro Lado do Céu. Ele narra uma história passada num estranho universo composto de apenas um sol e um planeta. O planeta é circundado por uma muralha negra e ninguém sabe o que há depois dela, e esse mistério torna-se a obsessão do protagonista.

## Sinopse
O planeta Shervane possui uma face tórrida eternamente voltada para seu sol, chamado Trilorne. Shervane possui uma civilização parecida com a humana, embora seus animais sejam diferentes (a certa altura no conto é mencionado um animal que faz as vezes dos cavalos lá).
Um homem também chamado Shervane fica intrigado desde a juventude com o maior mistério de seu mundo: uma imensa muralha negra que circunda todo o planeta, impedindo a visão do seu lado escuro e o acesso a ele. Durante toda sua juventude coletou histórias sobre o que existiria além da mesma e porque foi construída, mas encontrava apenas relatos míticos e lendários. Como por exemplo, de que lá era onde todos iriam após a morte ou de onde todos vinham antes de nascer, e ainda que fora feito para encerrar algum horror.
Já na idade adulta, junto com um amigo seu arquiteto, decide por fim construir uma escadaria que levaria até o topo da muralha, permitindo ver o que havia atrás dela. Após o término da construção ele (o único que irá espiar) chega ao alto da mesma e controlando o medo começa a caminhar em direção a outra borda.
No caminho existe uma névoa que impede de ver além e faz com que com o seu avanço o sol atrás dele vá sumindo também até desaparecer de todo, mas quando isso acontece um outro sol idêntico ao que havia sido deixado para trás aparece na sua frente em meio a neblina e conforme vai andando, este novo astro fica mais nítido até aparecer por completo junto com o outro lado, e o protagonista para sua enorme surpresa descobre que é o mesmo lado daonde havia partido, o seu mundo na verdade é uma superfície de um lado só, mesmo sendo de três dimensões. Não há um outro lado da muralha, que foi construída para proteger da loucura todos os que fossem até aquele ponto, impedindo de verem diretamente um paradoxo espacial.

## Fita de Möbius
O conceito do mundo de Shervane sem um outro lado é derivado da ideia daFita de Möbius. A certa altura do conto o personagem Grayle lhe fala de religiões antigas do planeta que sabiam do segredo da Muralha. Essas religiões usavam como símbolo um laço torcido à maneira da Fita de Möbius.